# Pulque

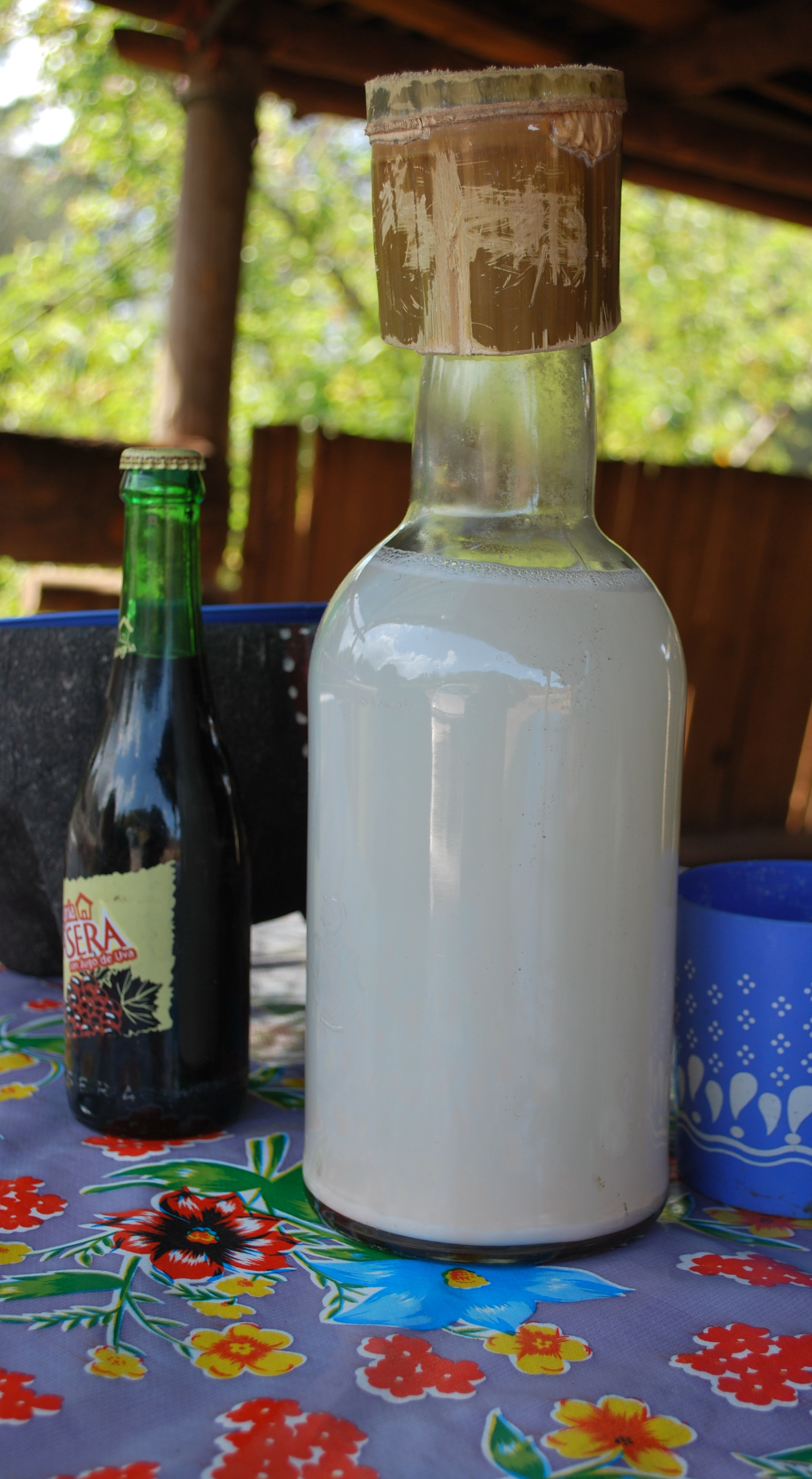
Bouteille de pulque.

Le pulque (qui se prononce /pulke/ et est un dérivé probable du mot nahuatl signifiant « décomposé », poliuhqui,) est une boisson alcoolisée traditionnelle d'origine mésoaméricaine issue de la fermentation partielle de la sève de divers agaves (dont Agave americana, A. atrovirens, A. salmiana, A. mapisaga et A. marmorata,). Il est fabriqué de façon traditionnelle dans la vallée de Mexico, dans le territoire aride et rocheux d’Apan et de la Vallée du Mezquital dans l'État d'Hidalgo, ainsi que dans les zones arides des États de Jalisco et de Puebla. Le degré d'alcool du pulque traditionnel se situe entre 6 et 8 degrés GL environ.
La consommation du pulque a progressivement diminué au Mexique après l'apparition de la bière. Ainsi, la capitale mexicaine ne compte plus que quelques pulquerías, les tavernes proposant cette boisson.
À l'époque préhispanique, le pulque était un élément essentiel dans la vie rituelle et il s’utilisait dans des cérémonies pour entrer dans un état altéré de la conscience  et rendre la communication avec les dieux plus efficace.
Le Pan de pulque, une brioche fourrée de pulque, est une spécialité de Saltillo (État de Coahuila).

## Processus de fabrication
On obtient le pulque après castration de la plante, c'est-à-dire après avoir coupé son pédoncule puis gratté le coeur pour former une cavité, dans laquelle va se concentrer le sirop d'agave, appelé aussi aguamiel, qui va ensuite fermenter. Cette plante, couramment appelée maguey en espagnol, appartient à la vaste famille des agaves. Elle se trouve généralement dans le désert mexicain où sa forte capacité de rétention d’eau lui permet de survivre aux sécheresses. Le maguey peut aussi être cultivé sur un terrain préparé à cet effet. Le mode de plantation en rangées doit alors respecter certaines normes concernant l'espacement des rangées entre elles et l'espacement entre les plants. Dans certains cas la plantation de maguey est associée, au moins durant les premières années, à la culture intercalée de haricots. 
Le maguey demande peu de soins en raison de son adaptation parfaite aux territoires arides où il est cultivé. Entre l'âge de 8 et 12 ans, la plante est prête pour être castrée (capada) par suppression du pédoncule central. Le tlachiquero, la personne chargée de la préparation de la plante pour la production de l’aguamiel, supprime alors le pédoncule à l’aide de la bareta, une barre de fer au bout légèrement arrondi qui permet aussi de racler et de creuser le coeur de la plante où suintera l'aguamiel pendant à peu près quatre mois. Le cœur  ou huevo (œuf) est gratté régulièrement afin d’activer la production du liquide. Celui-ci est extrait du cœur par aspiration, à l’aide de l’acocote, nom mexicain d’une calebasse de forme allongée.
Le liquide est stocké dans des cuves où il fermente au bout de 24 à 36 heures. Une fois qu’il est fermenté, l’aguamiel devient du pulque. Prête à la consommation, la boisson est envoyée aux pulquerias pour être vendue.

## Vente dans lesPulquerías
Les pulquerías, maintenant simples magasins de pulque, étaient au début des centres attractifs de rassemblement, où les consommateurs en profitaient pour jouer aux cartes, aux dés ou danser sur de la musique traditionnelle. C’étaient des milieux très familiers où l’on trouvait souvent l’inscription : Vayan entrando, vayan pidiendo, vayan pagando, vayan saliendo (Entrez, demandez, payez, sortez). Le pulque peut être consommé pur, c’est-à-dire tel qu'il sort de la cuve, ou bien avec des fruits en curado de fraise, ananas ou citron, entre autres. Pourtant, même s’il était considéré comme une boisson divine à l’époque préhispanique, aujourd’hui il est souvent méprisé par la société mexicaine et classé comme une boisson de pauvres. 

## Histoire du Pulque

### L'époque préhispanique
La consommation de boisson fabriquée à partir d'agave est attestée depuis 9 000 ans en Mésoamérique.
Le pulque était réservé dans la plupart des civilisations préhispaniques aux vieillards, aux femmes qui allaitaient, aux gouvernants et aux prêtres, toutefois le peuple pouvait en boire pendant les fêtes. En effet, le pulque avait des finalités religieuses, c'était une boisson sacrée. Même les épines de la plante de maguey étaient utilisées pour les sacrifices rituels pour honorer les dieux de l'agriculture et de la guerre à Tenochtitlan. Avant d'être bu, il était offert au feu et aux quatre points cardinaux. D'autres parties comme les fleurs, les tiges et les pointes pouvaient servir de nourriture. La civilisation maya connaissait aussi cette boisson. Son dieu Chaac, était représenté parfois avec une tête ayant la forme de la pointe du maguey.
Appelé l'arbre des merveilles par l'historien Joseph de Acosta, le maguey, selon la légende náhuatl et mexica, a été créé quand les dieux se sont rendu compte qu'il manquait un élément pour avoir une vie plus heureuse. C'est pourquoi ils ont demandé à Quetzalcóatl, le serpent à plumes, ou à sa représentation, le dieu Ehécatl, qui était le dieu du vent, d'aller chercher une jeune fille appelée Mayáhuel. Quand sa mère s'est aperçue de son absence, elle a envoyé ses autres fils pour la chercher. Ils ont trouvé leur sœur et le dieu serpent transformés en arbres. Ses frères ont détruit l'arbre. Le mélange entre le sang et les parties de la plante a créé le pulque. Quetzalcoatl a réuni toutes les parties de cet arbre et les a enterrées, ainsi est né le maguey. Cependant, il y a d’autres légendes où des personnes affirment qu’un noble de la culture toltèque appelé Papacaltzin a découvert une façon d’extraire l'aguamiel de la plante de maguey. Il a envoyé sa fille Xóchitl pour présenter la nouvelle boisson au roi. Ce dernier a tellement apprécié cette boisson qu'il a épousé la jeune fille.

### De l'époque coloniale à aujourd’hui
Avec l'arrivée des Espagnols au Mexique, les règles strictes liées à la consommation du pulque ont disparu. La boisson est devenue extrêmement populaire et sa vente une activité économique très importante. Toutefois, en 1529, pour combattre cette activité répandue, l'empire a déclaré que les pulquerías devaient être éloignées des foyers et avec une structure qui permettait de voir ce qui se passait à l’intérieur, il ne pouvait plus y avoir non plus de musique ni de danse. Même les hommes et les femmes devaient boire dans des lieux séparés. Ces mesures furent prises pour combattre ce que les colonisateurs considéraient comme un vice, de plus les boissons distillées voire le vin étaient un symbole de la modernité et de la civilisation. Mais sa consommation a continué notamment chez les amérindiens qui considéraient le pulque comme un complément alimentaire.
Après cette époque, le fait de boire du pulque a été beaucoup plus courant et cela a même favorisé l'économie des haciendas qui ont profité d'une forte croissance. Ceci est dû au fait que le pulque peut être fabriqué tout au long de l'année. Néanmoins, des difficultés sont apparues assez rapidement car les propriétaires des haciendas ont fini par remplacer les agriculteurs amérindiens qui ont vu leurs ventes limitées aux marchés locaux. La révolution mexicaine a posé un autre problème pour cette boisson : la production du maguey a fortement diminué car le conflit a mis à mal le système colonial des haciendas où le patron avait plusieurs paysans pour travailler la terre. Après la révolution, les paysans qui ont pris le contrôle se sont partagé les terres, chacun pouvant choisir ce qui serait plus rentable pour lui et la plupart des grandes plantations ont disparu. Ils ont choisi d'autres cultures qui pourraient également leur servir de subsistance. Tout au long du XXe siècle, le pulque a résisté à tous les problèmes mais avec l'idée que sa consommation était plutôt limitée aux amérindiens.

## De la dévalorisation à la valorisation du pulque de nos jours
Le problème actuel avec la boisson est que les plantations d'orge sont davantage mises en valeur par rapport à celles du maguey. Normalement ces plantes d'où sort le pulque sont plutôt utilisées pour délimiter les plantations. En parlant de l'alcool, il ne faut pas oublier que l'orge est à l'origine de la bière, une boisson qui est maintenant beaucoup plus populaire que le pulque au Mexique. À Mexico, les pulquerías sont très anciennes et ce sont les seuls lieux où l’on peut trouver du pulque. Par contre, dans d'autres états comme celui d’Hidalgo, la consommation et la vente sont beaucoup plus répandues et un voyageur peut facilement en trouver sur sa route,.
Même si sa production a diminué par rapport à celle d'autres boissons alcooliques, on observe un regain d'intérêt pour le pulque auprès des jeunes générations. Depuis 2015 environ, les pulquerías sont de plus en plus valorisées. Le pulque n'est plus stigmatisé comme une boisson amérindienne et il montre sa capacité à surpasser la popularité des autres boissons.